# Cœurs migratoires

Cœurs migratoires est le 4e album studio de Catherine Durand sorti le 9 septembre 2008. Cet album a été récompensé au Canadian Folk Music Awards dans la catégorie Auteur-Compositeur francophone et a obtenu deux nominations au Gala de l'ADISQ en 2009 dans les catégories Album de l'année – folk contemporain et Arrangeur de l'année.

## Historique
Le 30 septembre 2008, lors de l’émission Ça manque à ma culture à Télé-Québec, Catherine y explique sa réflexion artistique pour la création de Cœurs Migratoires. Son désir de pousser plus loin les arrangements et son côté Country folk an allant chercher des musiciens tels que Joe Grass. Elle ajoute qu’elle a toujours aimé faire cohabiter le Country folk et le côté planant. 
Au niveau des textes, elle révèle que ce qui s’est retrouvé sur l’album, ce sont ses coups de cœur personnels. Ce sont des chansons qui parlent de ruptures, du voyage et du cœur migratoire. 
L’histoire de la chanson Peine perdue a débuté avec un texte que Catherine a reçu de l’auteure Martine Coupal, un texte qui a d’ailleurs traîné plusieurs semaines sur son bureau jusqu’à ce qu’elle compose une musique et que ce texte réapparaisse sur son bureau « comme si ce texte et cette musique-là allaient de soi…». 
Au sujet de la pièce Perdue (on m’a lâché la main), Catherine a invité Catherine Major qui selon elle est « une des plus grandes pianistes qui existe au Québec». Elle savait que sa sensibilité allait transparaître dans cette pièce et selon elle, c’est ce qui a fait toute la différence. 

## Accueil critique
Marie-Christine Blais du journal La Presse (Montréal) met bien en image l’ambiance de Cœurs migratoires lorsqu’elle dit «…un tissu sonore dont le droit fil est fait d’arrangements soyeux, de mélodies fluides, de textes émouvants et juste, d’atmosphères délicieusement mélancoliques…On sait qu’on a là un disque qu’on va sans doute écouter toute sa vie.».
Sylvain Cormier du journal Le Devoir défini bien l’excellence de chacun de ses albums «Mélodies travaillées, arrangements raffinés, émotions exacerbées, c'est encore son folk à elle, mais augmenté. Résultat: son meilleur disque à vie. Comme chaque fois.».
Le journal ICI mentionne que Cœur migratoires est «…un des albums de la rentrée.». 
Benoit Bisson du magazine 7 jours note à quel point le temps passe vite à l’écoute de cet album «Quand on a fini d’écouter les 12 pièces de ce disque, on trouve que le temps a passé trop vite. Heureusement, on peut les réécouter, encore et encore.».
Le 30 septembre 2008, lors de l’émission Ça manque à ma culture à Télé-Québec, Serge Postigo mentionne l’accueil positif de l’album en disant qu’il est reçu avec éloge de partout. 

## Prix et distinctions
- 2009 : Nomination au Gala de l'ADISQ dans la catégorie Album de l'année – folk contemporain et Arrangeur de l'année pour l'album Cœurs migratoires[1].
- 2009 :Prix de Musique Folk Canadienne 2009 dans la catégorie Auteur-Compositeur francophone de l'année pour l'album Cœurs migratoires[6].

## Liste des titres
| 1.    | Cœurs migratoires                | Tristan Malavoy  | Catherine Durand | 4:35 |
| 2.    | Peine perdue                     | Marie Coupal     | Catherine Durand | 3:19 |
| 3.    | Je vais rester                   | Catherine Durand | Catherine Durand | 4:49 |
| 4.    | La musique de ton absence        | Catherine Durand | Catherine Durand | 6:05 |
| 5.    | Bien faire les choses            | Catherine Durand | Catherine Durand | 4:44 |
| 6.    | Le bonheur est parfois maladroit | Catherine Durand | Catherine Durand | 4:36 |
| 7.    | Perdue (on m’a lâché la main)    | Catherine Durand | Catherine Durand | 4:14 |
| 8.    | Vouloir s’égarer                 | Catherine Durand | Catherine Durand | 4:45 |
| 9.    | Le temps presse                  | Catherine Durand | Catherine Durand | 2:20 |
| 10.   | Mon amour est parti              | Catherine Durand | Catherine Durand | 3:16 |
| 11.   | Quelques heures                  | Catherine Durand | Catherine Durand | 5:34 |
| 12.   | Vivre à petits feux              | Catherine Durand | Catherine Durand | 3:42 |
| 51:59 |                                  |                  |                  |      |

## Vidéoclips
- Le temps presse
- Cœurs migratoires

## Personnel
Musiciens
- Catherine Durand : guitare acoustique, guitare électrique, guitare Nashville, piano, banjo, guitare ebow, dobro rythmique, shaker, voix, hand claps
- Jocelyn Tellier: basse, guitare acoustique, guitare acoustique 12 cordes, guitare Nashville, guitare électrique, lap steel, piano, pianet t, tambourine, percussions, hand claps
- Dan Thouin: Clavier, farfisa, wurlitzer, moog bass pedal,
- Robbie Kuster: Batterie, tambourine
- Joe Grass: Mandoline, dobro,
- Marc-André Larocque: Batterie, percussions, tambourine
- Catherine Major : Piano
- Laurence Hélie: Voix
- Jocelyn Veilleux: Cor français
- Josée Marchand: Hautbois, cor anglais
- Olivier Langevin : Lap Steel, guitare électrique,
- Josianne Laberge: Violon
- Mélanie Auclair: Violoncelle
- Louis-Jean Cormier : Voix
- Jean-Guy Grenier: Pedal Steel, banjo
- Marie-Annick Lépine: Violon
- Puff du Lac Néron: Hand claps

Production
- Catherine Durand : coréalisation, arrangements
- Jocelyne Tellier: réalisation, arrangements, prise de son
- Michael Néron: Prise de son, mixage
- Alexandre Fallu: Prise de son
- Guy Hébert: Mastering

Visuel
- Claudine Sauvé: photo
- Gilles Gagné: Retouche photo
- Marie-Christine Côté: Design graphique
- Mélanie Allard: Illustrations